# Норт-Фрідом (Вісконсин)
Норт-Фрідом (англ. North Freedom) — селище (англ. village) в США, в окрузі Сок штату Вісконсин. Населення — 603 особи (2020).

## Географія
Норт-Фрідом розташований за координатами 43°27′29″ пн. ш. 89°51′14″ зх. д. / 43.45806° пн. ш. 89.85389° зх. д. (43.457964, -89.853935).  За даними Бюро перепису населення США в 2010 році селище мало площу 2,27 км², з яких 2,11 км² — суходіл та 0,16 км² — водойми.

## Демографія
Згідно з переписом 2010 року, у селищі мешкала 701 особа в 271 домогосподарстві у складі 176 родин. Густота населення становила 309 осіб/км².  Було 293 помешкання (129/км²).
Расовий склад населення:
| - 97,1 % — білих - 0,4 % — азіатів - 0,3 % — корінних американців - 0,1 % — чорних або афроамериканців |

До двох чи більше рас належало 1,1 %. Частка іспаномовних становила 2,6 % від усіх жителів.
За віковим діапазоном населення розподілялося таким чином: 29,7 % — особи молодші 18 років, 60,6 % — особи у віці 18—64 років, 9,7 % — особи у віці 65 років та старші. Медіана віку мешканця становила 35,9 року. На 100 осіб жіночої статі у селищі припадало 113,7 чоловіків;  на 100 жінок у віці від 18 років та старших — 108,0 чоловіків також старших 18 років.
Середній дохід на одне домашнє господарство  становив 48 507 доларів США (медіана — 42 969), а середній дохід на одну сім'ю — 56 962 долари (медіана — 51 500). Медіана доходів становила 35 375 доларів для чоловіків та 33 194 долари для жінок. За межею бідності перебувало 15,0 % осіб, у тому числі 18,5 % дітей у віці до 18 років та 7,1 % осіб у віці 65 років та старших.
Цивільне працевлаштоване населення становило 333 особи. Основні галузі зайнятості: виробництво — 19,8 %, роздрібна торгівля — 16,5 %, мистецтво, розваги та відпочинок — 16,2 %.